# Dransfeld
Dransfeld er en by og kommune i det centrale Tyskland, beliggende under Landkreis Göttingen omkring 12 km vest for Göttingen, i den sydlige del af delstaten Niedersachsen. Dransfeld er administrationsby for amtet samtgemeinde Dransfeld.

## Inddeling
I kommunen ligger (ud over byen Dransfeld) landsbyerne:
- Bördel
- Ossenfeld
- Varmissen

Komponisten og organisten Johann Jeep (1582-1644) blev født i Dransfeld.